# Andorf
Andorf è un comune austriaco di 5 130 abitanti nel distretto di Schärding, in Alta Austria; ha lo status di comune mercato (Marktgemeinde).